# Вирус табачной мозаики
Вирус табачной мозаики (ВТМ, англ. Tobacco mosaic virus, TMV) — палочковидный РНК-содержащий вирус растений, инфицирующий растения рода Nicotiana, а также других представителей семейства Паслёновые. Капсид вируса представляет собой спираль, состоящую из 130 витков с шагом спирали 23 Å. Спираль сформирована из 2130 идентичных молекул белка (мономеров), содержащих по 158 аминокислотных остатков. Генетическим материалом вируса табачной мозаики является одноцепочечная РНК. Молекула РНК глубоко погружена в белок и повторяет шаг белковой спирали.

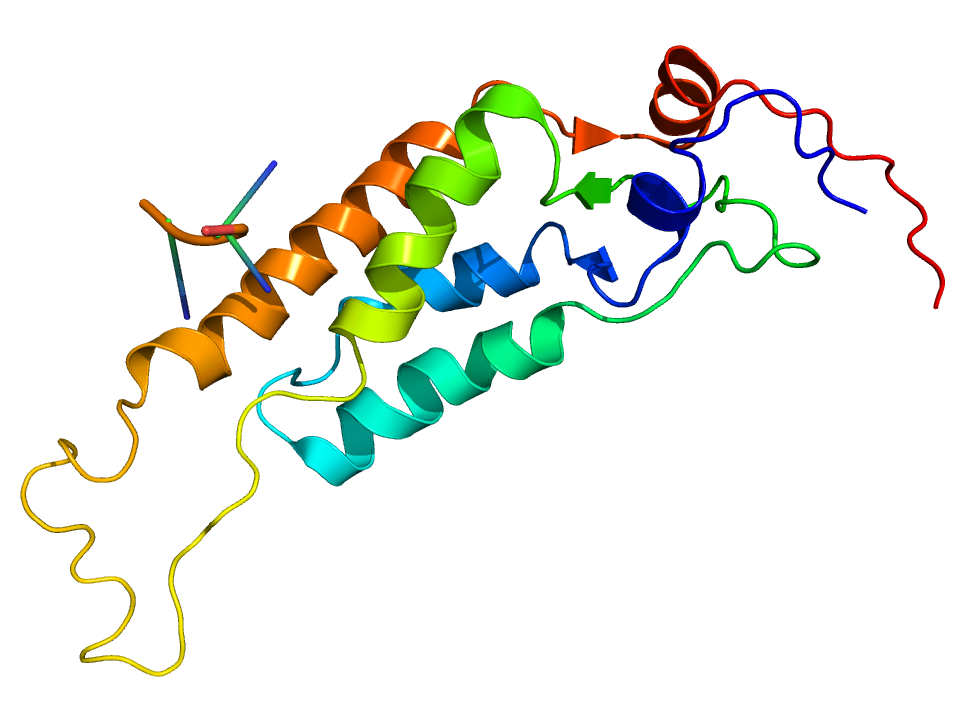
Белок оболочки вируса табачной мозаики

## История открытия
Вирус табачной мозаики стал первым открытым вирусом. Его обнаружил Дмитрий Ивановский в 1892 году при фильтрации препарата больных растений через фильтр, задерживающий бактерии. Оказалось, что раствор даже после фильтрации сохранял способность заражать здоровые растения. Тогда возникло предположение, что в воде либо яд, либо некие сверхмалые существа, которых не видно в микроскоп. В 1935 году Уэнделл Стэнли получил первый очищенный препарат ВТМ из зараженного растения табака, а в 1939 году появились первые электронные микрофотографии этого вируса.